# بلدة بوكانان (ميشيغان)
بوكانان (بالإنجليزية: Buchanan Township, Michigan)‏ هي بلدة تقع بولاية ميشيغان في الولايات المتحدة. تبلغ مساحتها 85.9 (كم²)، وترتفع عن سطح البحر 239 م، بلغ عدد سكانها 3523 نسمة في عام تعداد الولايات المتحدة 2010 حسب إحصاء مكتب تعداد الولايات المتحدة وتصل الكثافة السكانية فيها 42.3 نسمة/كم2.

## وصلات خارجية
- www.buchanantownship.net
- The US50 - Cities and Towns in Michigan State
- Michigan Cities and Towns, Facts, Map, Flag, Colleges, Government, and More